# Palanca (joc)

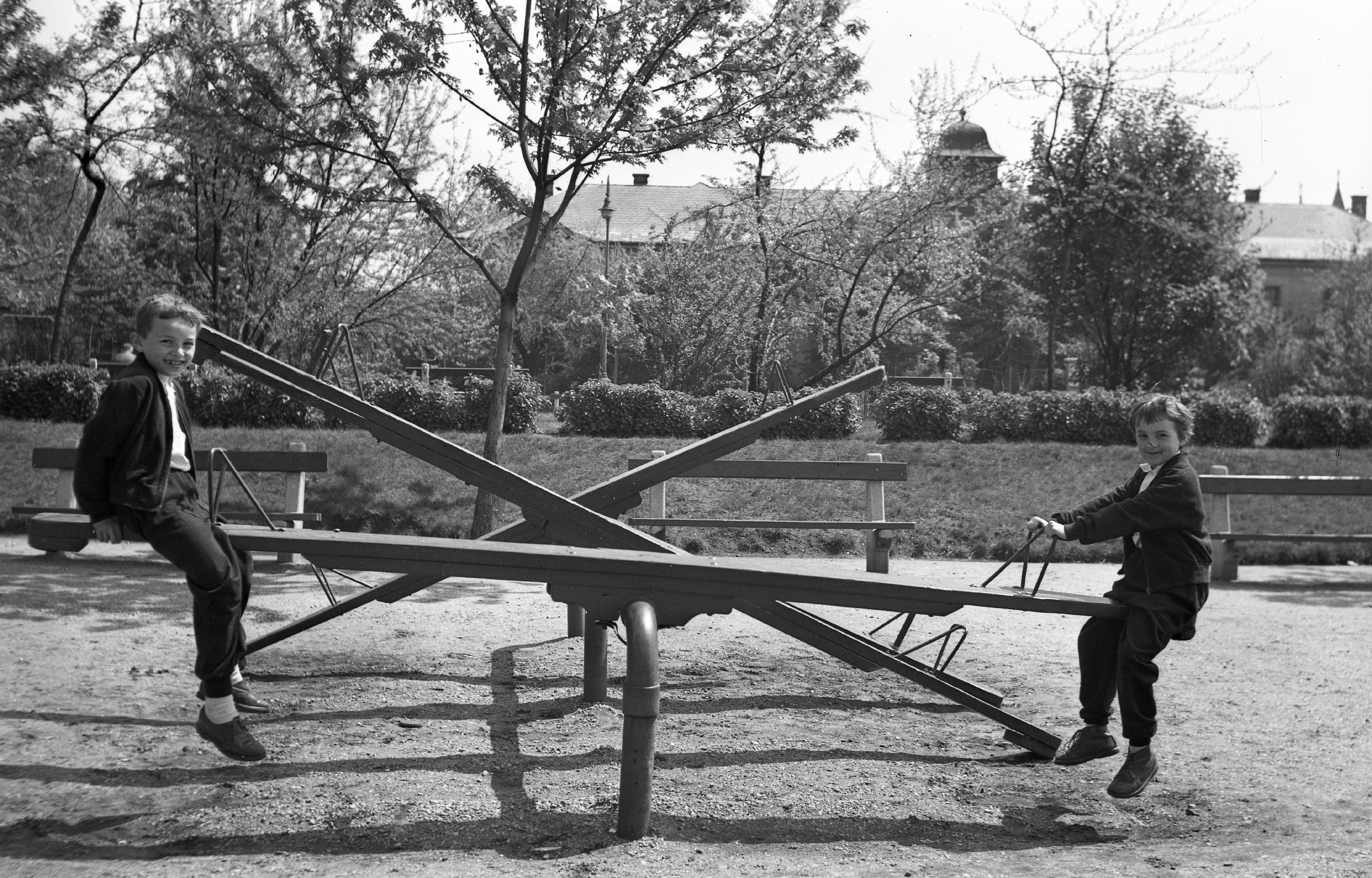
Dos nois jugant en una palanca el 1963

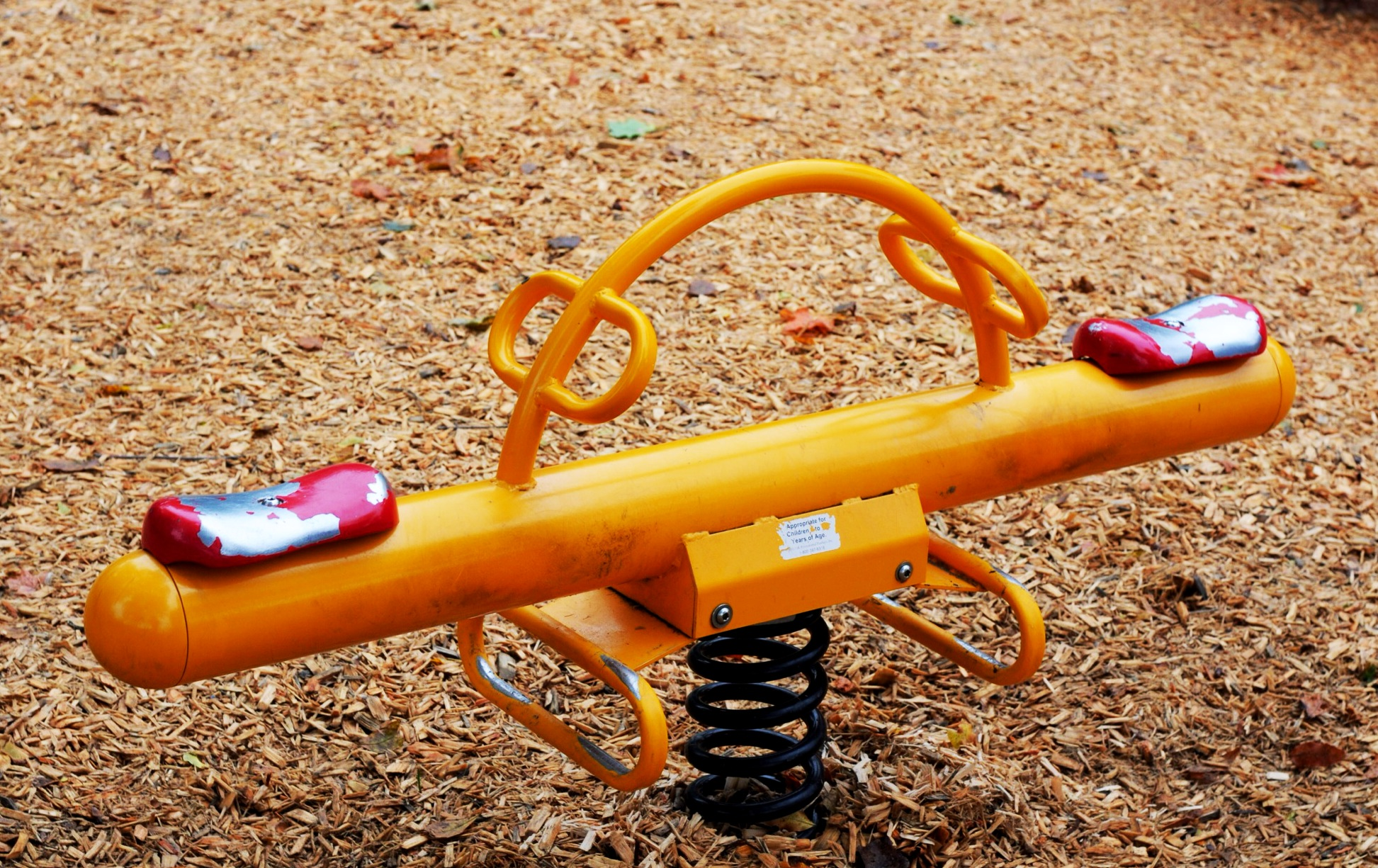
Palanca amb molla

La palanca o balança és un joc infantil que consisteix en una barra llarga de metall o fusta, amb seients en els seus extrems i recolzada al pivot central. Les palanques constitueixen una diversió tradicional de la infància i es troben en parcs i jardins al costat dels gronxadors, tobogans i altres elements lúdics.
El seu funcionament és el següent: els nens seuen en els sellons, l'un davant de l'altre, i s'empenyen alternativament fins a arribar a estar al capdamunt. D'aquesta manera, es produeix un agradable vaivé vertical. En aquest sentit, és recomanable que els usuaris tinguin pesos similars de manera que ambdós puguin pujar i baixar. En cas contrari, el balancí es decantaria exclusivament cap a un costat deixant l'altre nen suspès. A la Unió Europea, les palanques a espais públics són sotmeses a la norma europea EN1176 sobre l'equipament de les àrees de joc.
Com a variació convencional, es pot trobar la palanca amb molla, en la qual la barra es manté en posició horitzontal reposant sobre dues molles. L'avantatge respecte al convencional és que exigeix un menor esforç i suavitza el moviment, evitant, així, possibles accidents.
A Columbia, al poble experimental de Las Gaviotas, un grup d'enginyers i científics ha desenvolupat una palanca a la qual han integrat una bomba, que permet explotar aqüífers sis vegades més pregons que les bombes convencionals. Amb energia lúdica i materials locals barats, contribueix al proveïment d'aigua potable. Accionada per dos infants, la palanca té una capacitat de 1500 litres d'aigua per hora.